# Фестонные ножницы

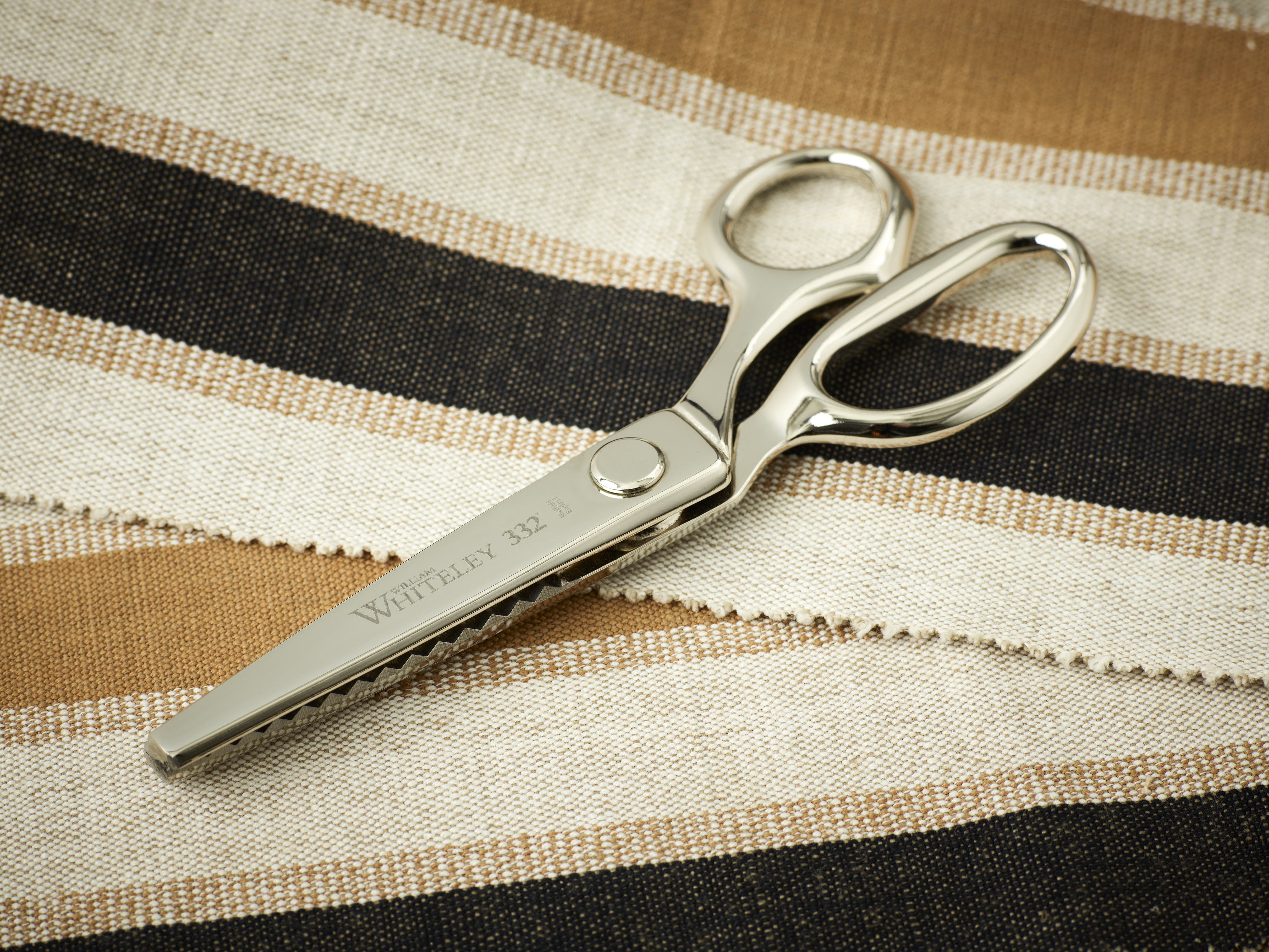
Фестонные ножницы лежат на обработанной ими ткани

Фесто́нные но́жницы (фр. feston, итал. festone, от лат. festus — праздничный) — ножницы с пилообразными, а не прямыми лезвиями. Они создают зигзагообразный узор вместо прямого. Применяются в шитье для обработки краев трикотажной материи с целью защиты краев от разрушения.

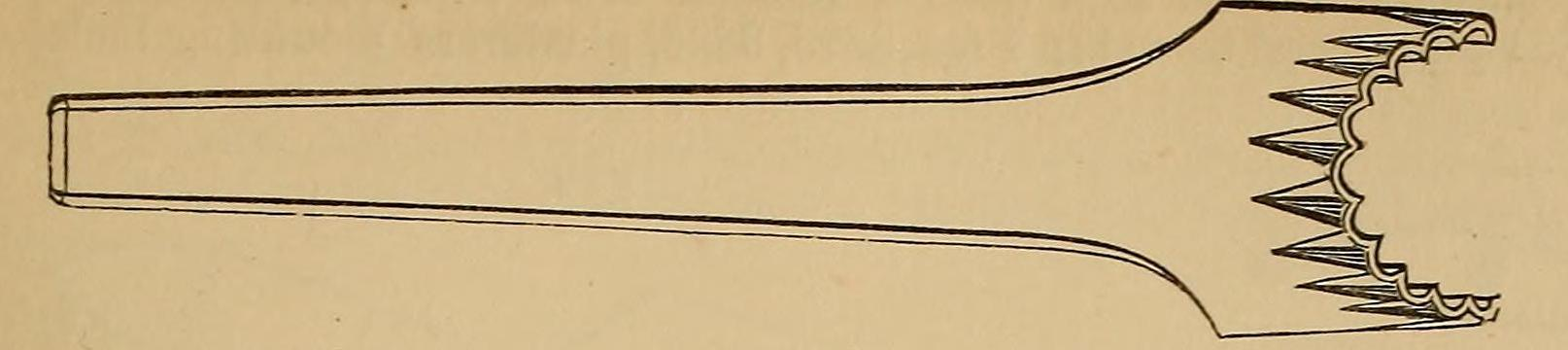
Рисунок фестонного утюга

До того, как были изобретены ножницы для вырезания декоративного подола на одежде использовался фестонный утюжок. Пуансон должен был ударяться молотком о твёрдую поверхность и разрезать ткань. В 1874 году Элиза Уэлч запатентовала усовершенствованную конструкцию фестонного утюга, которая имела пару ручек.
Наиболее известная конструкция фестонных ножниц была запатентована Луизой Остин в 1893 году. В 1934 году Сэмюэл Брискман запатентовал конструкцию фестонных ножниц (Феликс Вайнер и Эдвард Шульц указаны как изобретатели). В 1952 году Бенджамин Лускальцо получил патент на фестонные ножницы, которые удерживали лезвия в горизонтальном положении для предотвращения износа.
Фестонные ножницы используются для резки текстиля. Необработанные края ткани легко изнашиваются, переплетение становится нераспущенным, а нити легко вытягиваются. Пилообразный узор не предотвращает изнашивание, но ограничивает длину изношенной нити и, таким образом, сводит к минимуму повреждения.
Эти ножницы также можно использовать для декоративных срезов. Доступен ряд разнообразных узоров (арки, пилообразные с разными соотношениями сторон или асимметричные зубья).